# 林俊泓
林俊泓（1967年10月7日—）是台灣電影導演，他的短片作品《小孩·塗鴉·家庭生活照》獲選為坎城影展正式競賽片，《短見》獲選為柏林影展正式競賽短片；並以《薛西弗斯的一天》獲得第28屆金馬獎動畫創意特別獎。

## 生平
林俊泓出生於台北市，世新電影編導組畢業，早年任職於華裕卡通廣告設計有限公司編劇企劃，奠定在動畫創作上的基礎。在多次獲金穗獎等獎項肯定之後，逐漸拓展出橫跨劇情、動畫、實驗、紀錄等類型的影像創作領域。
1991年由林俊泓執導、華裕卡通公司投資製作的動畫短片作品「薛西弗斯的一天」，即是根據林俊泓個人在1990年的同名實驗創作，重新攝製、搬上大銀幕而成（改寫自卡繆的名作「薛西弗斯的神話」）；此片以黏土動畫為素材的特殊表現手法，獲得了第28屆金馬獎動畫創意特別獎。（台北金馬影展首映）
然後在1997年完成的短片作品「小孩·塗鴉·家庭生活照」，入圍1998年法國坎城影展短片正式競賽；根據電影學者陳潔曜有關坎城影展的講稿資料指出，在入圍機率約只有0.3％的情況下，台灣歷來僅有林俊泓的這部短片作品入圍坎城影展正式競賽，而此片也被傳播學者郭力昕教授推崇為極具撞擊性與省思力量的短片創作。
接著2001年的短片作品「短見」，以台灣九二一震災為創作背景，入圍德國柏林影展短片正式競賽。根據柏林影展官方網站的往年歷史紀錄顯示，在2001年之前，台灣並無入圍柏林影展短片正式競賽的先例。

## 導演作品
| 年份 | 中文片名                       | 英文片名                     | 榮譽                                                                                     |
| ---- | ------------------------------ | ---------------------------- | ---------------------------------------------------------------------------------------- |
| 1990 | 《薛西弗斯的一天》             | Sisyphean Day                | 獲第十三屆金穗獎優等動畫錄影帶                                                           |
| 1990 | 《悲情城市獵人漫畫（海盜版）》 | City Hunter of Sadness       | 獲第三屆中時晚報電影獎非商業映演類最佳作品獎                                             |
| 1991 | 《薛西弗斯的一天（電影版）》   | Sisyphean Day                | 獲第二十八屆金馬獎動畫創意特別獎                                                         |
| 1991 | 《顏色》                       | Color                        | 獲第三屆金帶獎造型藝術類入圍                                                             |
| 1993 | 《自然》                       | Nature                       | 獲第十六屆金穗獎優等實驗錄影帶                                                           |
| 1993 | 《M.O.S.A.I.C.》               | M.O.S.A.I.C.                 | 獲第六屆中時晚報電影獎非商業映演類佳作 獲第五屆金帶獎實驗類入圍                          |
| 1996 | 《顏色定理》                   | Color                        | 獲第十九屆金穗獎優等短片 第七屆巴西聖保羅國際短片影展觀摩                                |
| 1998 | 《小孩·塗鴉·家庭生活照》       | Child·Scrawl·Family Pictures | 獲第五十一屆坎城影展短片主競賽入圍 獲第三十四屆金馬獎創作短片獎入圍                      |
| 1999 | 《切膚之痛》                   | Cut the Skin：Piercing Pain  | 獲第三十六屆金馬獎創作短片獎入圍 獲第二十三屆金穗獎優等短片 第十四屆新加坡國際電影節觀摩 |
| 2001 | 《短見》                       | A Short Film about Death     | 獲第五十一屆柏林影展短片主競賽入圍 獲第二屆台北電影獎獨立創作競賽實驗類入圍              |
| 2002 | 《台灣披薩快遞》               | PIZZA Delivery in Taiwan     | 獲第二十五屆金穗獎優等短片                                                               |
| 2003 | 《省略的總和》                 | Sum of the Neglected         | 獲第五屆台北電影獎獨立創作競賽實驗類入圍                                                 |

## 外部連結
- 林俊泓在豆瓣上的资料（简体中文）
- 林俊泓在台灣電影網上的資料（繁體中文）